# Arnaud Montgenie
Arnaud Montgenie (1985) è un giocatore di football americano francese che gioca nel ruolo di offensive lineman per gli Ours de Toulouse.

## Palmarès
- 1 World Games (2017)
- 1 Europeo (2018)
- 1 Casque d'Argent (Ours de Toulouse, 2011)